# Nuvole di vetro
(Lino)
Nuvole di vetro è un film italiano del 2006 diretto e interpretato da Lino Toffolo.
Il film, completamente recitato in dialetto veneziano (con sottotitoli in italiano e inglese), è un omaggio agli artigiani del vetro di Murano, mondo in cui l'attore veneziano era nato e vissuto (Toffolo era figlio di un mastro vetraio di Murano) e ha anche lavorato come vetraio prima della carriera artistica.

## Trama
Lino detto "Nuvola" è un maestro vetraio di Murano che durante il lavoro vede su un vaso in fase di forgiatura l'immagine di una ragazza dai tratti orientali. Lo stesso giorno, una comitiva di turisti cinesi visita la sua fornace e appare proprio la ragazza vista nel vaso. Dopo averle mostrato l'isola di Murano e Venezia, vanno a divertirsi ad una festa in maschera in un palazzo veneziano. Dopo una notte d'amore, la ragazza scompare e Lino torna alla realtà: l'albergo non ha mai ospitato turisti cinesi e il palazzo in cui si era tenuta la festa è in realtà un vecchio museo dove non entra mai nessuno da duecento anni. È sembrato tutto un sogno, ma alla fine Lino ritrova un tappo di bottiglia che la ragazza gli aveva infilato nella tasca della giacca.

## Distribuzione
Il film, edito in DVD, è uscito il 18 febbraio 2006 ed è stato proiettato in alcune sale cinematografiche di Venezia e successivamente in altre sale, rassegne e cineclub, oltre che convegni sull'uso del dialetto nel cinema.